# Le Ménestrel
Le Ménestrel war eine französische musikalische Wochenzeitung, die von 1833 bis 1940 in Paris erschien. Gegründet hatte sie Joseph-Hippolyte L’Henry; herausgegeben wurde sie zu Beginn von der Librairie Poussielgue. 1840 kaufte sie Jacques-Léopold Heugel. Von da an wurde sie von den Éditions Heugel verlegt, bis sie 1940 im Zweiten Weltkrieg eingestellt wurde. Nachdem 1880 ihre wichtigste Konkurrentin, die Revue et gazette musicale de Paris, eingestellt worden war, war Le Ménestrel die angesehenste Musikzeitschrift Frankreichs.

## Geschichte
1827 gründete François-Joseph Fétis La Revue Musicale, die erste französische Zeitschrift, die sich ganz der klassischen Musik widmete. 1833 traten zwei ernsthafte Wettbewerber auf den Plan, der Ménestrel und die Gazette Musicale von Maurice Schlesinger. Die erste Ausgabe des Ménestrel erschien am 1. Dezember 1833. 1835 kaufte Schlesinger La Revue Musicale von Fétis und vereinigte die beiden Zeitschriften unter dem Titel Revue et gazette musicale de Paris.
Ab Juli 1885 war D’Harlac Chefredakteur des Ménestrel; im März des Folgejahres gab er diesen Posten zugunsten des Journalisten und Kritikers Jules Lovy auf. Lovy war Mitarbeiter der Zeitschrift seit deren Gründung. 1836 betrug die Auflage 600 Exemplare; die Anzahl der Leser lag vermutlich weit darüber. Allein in Paris gab es damals mehr als 500 Cabinets de lecture, die Vorläufer der heutigen Bibliotheken. 1840 erwarben die Musikverleger Jacques-Léopold Heugel und Jean-Antoine Meissonnier Le Ménestrel. Heugel wurde Geschäftsführer, Jules Lovy blieb Chefredakteur bis zu seinem Tod im Jahr 1863. Der Kritiker und Musikhistoriker Joseph d’Ortigue wurde sein Nachfolger. Später wurde Arthur Pougin Chefredakteur. Pougin war von 1885 bis 1921 Mitarbeiter. Nach dem Tod d’Ortigues im Jahr 1886 erschien jedoch nur noch der Name von Jacques-Léopold Heugel im Impressum. Als dieser 1883 starb, wurde sein Sohn Henri-Georges Heugel sein Nachfolger. Dessen Sohn Jacques-Paul Heugel wurde wiederum dessen Nachfolger als Geschäftsführer, bis die Zeitschrift 1940 eingestellt wurde.
107 Jahre lang erschien Le Ménestrel jede Woche, zunächst sonntags, dann samstags und schließlich freitags. Der Deutsch-Französische Krieg verhinderte von Dezember 1870 bis November 1871 sein Erscheinen. Auch während des Ersten Weltkrieges war die Publikation unterbrochen; erst am 17. Oktober 1919 erschien wieder ein Heft. Im Zweiten Weltkrieg erschien die Zeitschrift bis zur deutschen Besetzung. In der Ausgabe vom 14. Mai 1940 findet sich folgende Ankündigung:

« Nous souhaitons pouvoir reprendre, à l’automne, l’effort que nous nous sommes imposé pendant la première phase de la guerre, conscients d’avoir ainsi servi modestement, mais de notre mieux, la cause impérissable de la pensée et de l'art français. »

„Wir hoffen, dass wir im Herbst die Arbeit wieder aufnehmen können, der wir uns während der ersten Phase des Krieges gewidmet haben, im Bewusstsein, dass wir in bescheidenem Maße, jedoch nach besten Kräften, dem unvergänglichen Denken und der Kunst Frankreichs gedient haben.“

Diese Hoffnung erfüllte sich nicht; es blieb die letzte Ausgabe des Ménestrel. Der Verlag Éditions Heugel bestand als eigenständiges Unternehmen fort bis 1980. Dann wurde er an die Éditions Alphonse Leduc verkauft.
Neben den bereits erwähnten Personen trugen Henri Duponchel, Max d’Ollone, Alphonse Royer, Camille Le Senne und Paul Collin zum guten Ruf des Ménestrel bei. Unter den belgischen Korrespondenten findet sich Lucien Solvay, Chefredakteur von Le Soir.